# Jatropha neopauciflora
Jatropha neopauciflora är en törelväxtart som beskrevs av Ferdinand Albin Pax. Jatropha neopauciflora ingår i släktet Jatropha och familjen törelväxter. Inga underarter finns listade i Catalogue of Life.